# よーいドン
『よーいドン』は、1982年（昭和57年）10月4日から1983年（昭和58年）4月2日に放送されたNHK連続テレビ小説第30作である。全153回。

## 概要
昭和初期の大阪をメインに、裕福な家庭に生まれた女性が、家業の倒産から道頓堀の芝居茶屋、舞鶴の駅弁屋へと転落しつつ、マラソンランナーとして波乱万丈に生きていくさまを描いた。主演の藤吉久美子は本作がドラマデビューとなった。
初回視聴率は32.7%、最高視聴率は43.1%、平均視聴率は38.8%（関東地区、ビデオリサーチ調べ）。
『虹を織る』（1980年度後期作品）以来、2年ぶりの大阪制作。
藤吉のランニングフォーム指導を大谷女子大学教授の真保正子（1932年ロサンゼルスオリンピック陸上女子やり投4位入賞）が担当した。
完全版・総集編共にDVDは未発売。

## キャスト
浦野みお（うらの みお） → 時田みお（ときた みお）
演 - 藤吉久美子
北浜の株仲買商の娘として誕生。学校で走る能力を見出されオリンピックへの夢を抱くが、実家の倒産で夢を断念し、家計を助けるべく道頓堀の芝居茶屋でお茶子として働き始める。その後、舞鶴の駅弁店で働き、結婚と出産を経て、戦後再び道頓堀で店を開く。人生のマラソンを走り抜く、なにわ女。
浦野徳之助（うらの とくのすけ）
演 - 山田吾一
みおの父親。北浜で株仲買商店を経営する。
浦野たま子（うらの たまこ）
演 - 馬渕晴子
みおの母親で、徳之助の妻。
浦野健之助（うらの けんのすけ）
演 - 坂東正之助（少年時代：池田真司）
みおの弟。徳之助とたま子の長男。
時田栄市（ときた えいいち）
演 - 曽我廼家文童
みおの夫。道頓堀にある芝居茶屋の跡取り息子。
時田せい（ときた せい）
演 - 南田洋子
栄一の母親。芝居茶屋の女将。
栄市の父
演 - 大木実
せいの夫。
藤野次兵衛（ふじの じへえ）
演 - 曽我廼家明蝶
藤野ヤス（ふじの ヤス）
演 - 曽我廼家鶴蝶
次兵衛の妻。
藤野英雄（ふじの ひでお）
演 - 沢本忠雄
石田力松（いしだ りきまつ）
演 - 芦屋小雁
石田とめ（いしだ とめ）
演 - 山田スミ子
力松の妻。
風間小太郎（かざま こたろう）
演 - 宅麻伸
スポーツ担当の新聞記者。
人見絹枝（ひとみ きぬえ）
演 - 小野みゆき
三隅八重（みすみ やえ）
演 - 鶉野樹理
中山さよ（なかやま さよ）
演 - 新井春美
八洲弥生（やす やよい）
演 - 毛利菊枝
八洲国彦（やす くにひこ）
演 - 里居正美
村祭仙三（むらまつり せんぞう）
演 - 佐藤允
女学校の教師。
女学校の英語教員
演 - 西川ヘレン
おのぶ
演 - 和田幾子
おはま
演 - 紅萬子
おきみ（梅川君代（うめかわ きみよ））
演 - 曽根千香子
春子（はるこ）
演 - 西浦歩実
ジョージ松田
演 - 長塚京三
ジミー・ササキ中尉
演 - 升毅
寺本先生
演 - 芝本正
小西カメラマン
演 - 遠山二郎
松
演 - 中塚和代
瀬川
演 - はりた照久
田村
演 - 大捕慎司
信吉
演 - 久米学
梅
演 - 峰千絵子
リレー選手たち
演 - 梅田薫、山田裕子、森川綾子
その他
演 - 藤田弓子、芦屋雁之助、タイヘイ夢路、徳田尚美、ホーン・ユキ、米村嘉洋、高木稟、麻生敬

## スタッフ
- 作 - 杉山義法[2][注釈 1]
- 音楽 - 高山光晴[2]
- 走法指導 - 真保正子
- 演出 - 樋口昌弘[2]
- 語り - 真屋順子